# 日本の美容に関する資格一覧
日本の美容に関する資格一覧（にほんのびようにかんするしかくいちらん）は、日本国内で実施されている、美容を業とする資格の名称を一覧としたものである。
美容業に携わるには美容師法により国家資格の取得が義務づけられている。

## 国家資格
- 【美容師法】
  - 美容師
  - 管理美容師